# Julieta Ale
Julieta Belén Ale (Buenos Aires, 29 settembre 1995) è una cestista argentina.

## Carriera
Con l'Argentina ha disputato due edizioni dei Campionati americani (2019, 2021).